# Žerjav (priimek)
Žerjav je priimek več znanih Slovencev: 
- Albert Žerjav (1904—1985), pedagog
- Alfonz Žerjav (1876—1937), polkovnik VKJ (brat Gregorja)
- Ana Žerjav (*1980), filozofinja
- Barbara Žerjav, violinistka, pevka
- Borut Žerjav (1916—1977), zgodovinar in časnikar (od 1944 v tujini)
- Ciril Žerjav (1929—2009), kriminalist, avtor strok. priročnikov
- Gregor Žerjav (1882—1929), pravnik, politik, časnikar
- Gregorij Žerjav (1888—1944), teolog, urednik, stolni kanonik
- Jure Žerjav (*1961), smučarski tekač, trener, župan
- Ludvik Žerjav (188/?—1976), (partizanski) učitelj, pevovodja, šolnik
- Mirko Žerjav (1919—1999), duhovnik salezijanec; psiholog, rokohitrec, hipnotizer
- Mojca Žerjav, alpinistka
- Neža Žerjav (*1999), smučarska tekačica
- Radovan Žerjav (*1968), kemijski tehnolog, gospodarstvenik in politik
- Srečko Žerjav, lovski strokovnjak, 3 mandate direktor Lovske zveze Slovenije
- Valerija Žerjav/Valerija Osterc (1924—2021), geologinja, mineraloginja, univ. prof.